# 邁克爾·維納斯
邁克爾·維納斯（英語：Michael Venus，1987年10月16日—），新西蘭網球運動員，他代表新西蘭隊參加了日本舉行的2020年夏季奧林匹克運動會，並且在男子雙打比賽上獲得銅牌。